# Caluya-Inseln
Die Caluya-Inseln sind eine Inselgruppe in den Philippinen.

## Inseln
| Inselname        | Aliasname      | Koordinaten           | Einwohner | Anmerkung             |
| ---------------- | -------------- | --------------------- | --------- | --------------------- |
| Cadid            |                | 12° 04′ N, 121° 21′ O | -         |                       |
| Caluya           |                | 11° 57′ N, 121° 34′ O | -         | Hauptinsel            |
| Dalit            |                | 12° 04′ N, 121° 21′ O | -         |                       |
| Ilugao           |                | 12° 04′ N, 121° 22′ O | -         |                       |
| Libagao          | Liwagao        | 12° 12′ N, 121° 26′ O | -         |                       |
| Nagubat          |                | 12° 09′ N, 121° 24′ O | -         |                       |
| Panagatan-Inseln | Panagatan Cays | 11° 51′ N, 121° 17′ O | -         | Inselgruppe, 3 Inseln |
| Semirara         |                | 12° 03′ N, 121° 23′ O | -         |                       |
| Semiraramaistan  |                | 12° 05′ N, 121° 22′ O | -         |                       |
| Sibato           | Sibaton        | 11° 59′ N, 121° 34′ O | -         |                       |
| Sibay            |                | 11° 51′ N, 121° 29′ O | -         |                       |
| Sibolon          | Sibolo, Sibol  | 12° 06′ N, 121° 35′ O | -         |                       |
| Sibutong         |                | 12° 06′ N, 121° 21′ O | -         |                       |
| Tabonan          |                | 12° 05′ N, 121° 21′ O | -         |                       |

## Lage
Die Inseln der Gruppe liegen nordwestlich der Insel Panay am Übergang der Sulusee in die Tablas-Straße im Norden und der Sibuyan-See im Nordosten, ca. 40 km vor der Insel Panay. Die Panagatan-Inseln (Panagatan Cays) liegen ca. 50 km westlich von der Hauptinsel entfernt. Semirara ist die größte Insel mit ca. 55 km² und liegt ca. 33 km im nordwestlich von Caluya. Der Touristen-Hotspot Boracay liegt ca. 45 km östlich der Inselgruppe.

Die Caluya-Inseln können über den Hafen Centro Weste in Libertad erreicht werden, die Fahrzeit mit der Fähre dauert ca. drei Stunden. Verwaltet wird die Inselgruppe von der gleichnamigen Gemeinde Caluya, diese gehört zur Provinz Antique.

## Wirtschaft
Die Inselgruppe ist umgeben von zahlreichen Korallenriffen und Seegraswiesen, die eine große Artenvielfalt aufweisen. In den Gewässern vor dem Barangay Poblacion liegt das 5 Hektar große Caluya Marine Sanctuary. Die Seegraswiesen werden nachhaltig von der örtlichen Bevölkerung genutzt, Mitte der 1980er Jahre wurde das Seaweed Cultivation Program initiiert. Auf Semirara liegt eine der größten Kohle-Bergwerke in Südostasien, die Panian-Mine. Diese wird von der Semirara Mining Corporation ausgebeutet.